# Coupe du monde de slalom de canoë-kayak 2012
Navigation
Coupe du monde de slalom 2011 Coupe du monde de slalom 2013
La 25e coupe du monde de slalom en canoë-kayak, organisée par la Fédération internationale de canoë, s'est déroulée du 8 au 2 septembre 2012.

## Calendrier
| Date                   | Ville           | Pays        |
| ---------------------- | --------------- | ----------- |
| 8 au 10 juin           | Cardiff         | Royaume-Uni |
| 15 au 17 juin          | Pau             | France      |
| 22 au 24 juin          | La Seu d'Urgell | Espagne     |
| 24 au 26 août          | Prague          | Tchéquie    |
| 31 août au 2 septembre | Bratislava      | Slovaquie   |

## Résultats

### K1
| Étapes          | Hommes             | Hommes           |                   | Femmes            | Femmes |
| Étapes          | Vainqueur          | Finaliste        | Vainqueur         | Finaliste         |        |
| Cardiff         | Sebastian Schubert | Étienne Daille   | Maialen Chourraut | Jana Dukatova     |        |
| Pau             | Étienne Daille     | Jan Vondra       | Maialen Chourraut | Carole Bouzidi    |        |
| La Seu d'Urgell | Étienne Daille     | Fabian Doerfler  | Urša Kragelj      | Emilie Fer        |        |
| Prague          | Étienne Daille     | Mateusz Polaczyk | Jana Dukatova     | Carole Bouzidi    |        |
| Bratislava      | Jure Meglic        | Boris Neveu      | Jana Dukatova     | Katerina Kudejova |        |

### C1
| Étapes          | Hommes               | Hommes               |                  | Femmes           | Femmes |
| Étapes          | Vainqueur            | Finaliste            | Vainqueur        | Finaliste        |        |
| Cardiff         | David Florence       | Alexander Lipatov    | Rosalyn Lawrence | Jessica Fox      |        |
| Pau             | Tony Estanguet       | Grzegorz Kiljanek    | Caroline Loir    | Katerina Hoskova |        |
| La Seu d'Urgell | Jordi Domenjo        | David Florence       | Caroline Loir    | Katerina Hoskova |        |
| Prague          | Benjamin Savsek      | Alexander Slafkovsky | Caroline Loir    | Mallory Franklin |        |
| Bratislava      | Alexander Slafkovsky | Anze Bercic          | Katarina Macova  | Rosalyn Lawrence |        |

### C2
| Étapes          | Hommes                              | Hommes                              |
| Étapes          | Vainqueur                           | Temps                               |
| Cardiff         | David Florence / Richard Hounslow   | Saso Taljat / Luka Bozik            |
| Pau             | Pierre Labarelle / Nicolas Peschier | Ladislav Skantar / Peter Skantar    |
| La Seu d'Urgell | Pierre Labarelle / Nicolas Peschier | Ladislav Skantar / Peter Skantar    |
| Prague          | Pierre Labarelle / Nicolas Peschier | Gauthier Klauss / Matthieu Péché    |
| Bratislava      | Franz Anton / Jan Benzien           | Marcin Pochwala / Piotr Szczepanski |

## Classement final
| Épreuve   | Or                                | Argent                         | Bronze                 |
| --------- | --------------------------------- | ------------------------------ | ---------------------- |
| K1 hommes | Étienne Daille                    | Fabian Doerfler                | Vavrinec Hradilek      |
| K1 femmes | Urša Kragelj                      | Katerina Kudejova              | Jana Dukátová          |
| C1 hommes | Alexander Slafkovský              | Ander Elosegi                  | Matej Benus            |
| C1 femmes | Rosalyn Lawrence                  | Katerina Hoskova               | Caroline Loir          |
| C2 hommes | Pierre Labarelle Nicolas Peschier | Ladislav Skantar Peter Skantar | Saso Taljat Luka Bozik |